# 꼬리지느러미

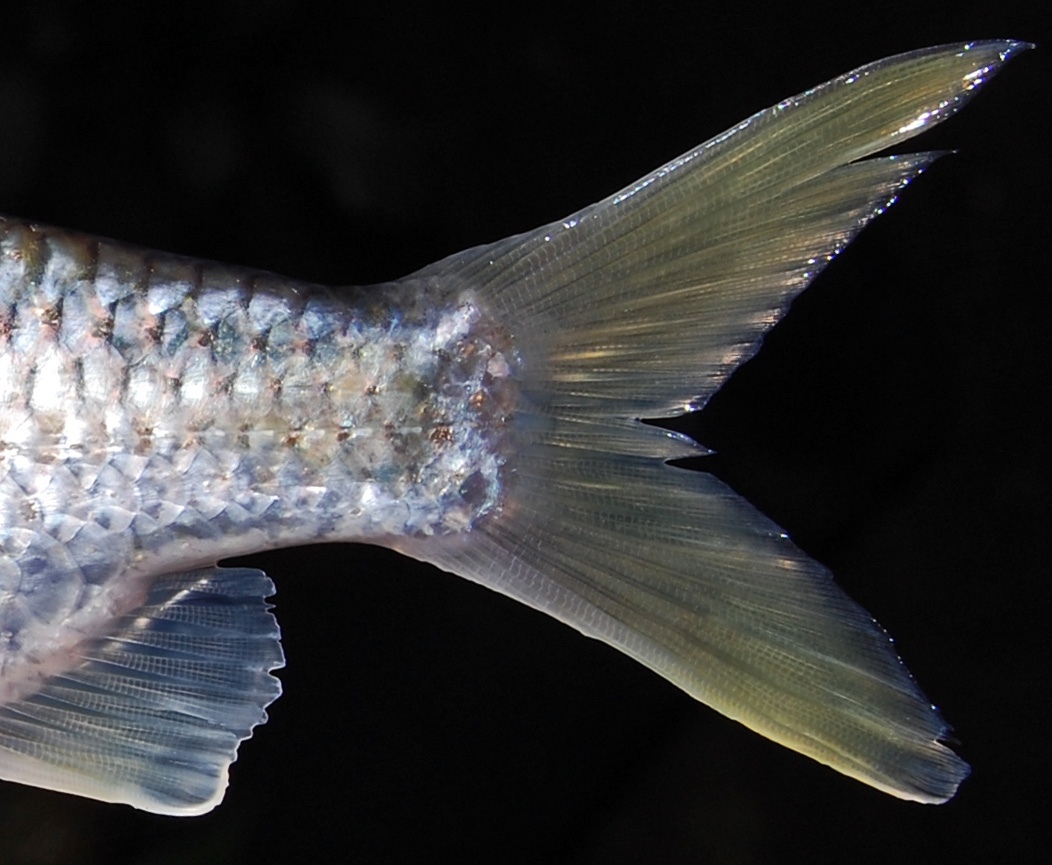
꼬리지느러미

꼬리지느러미는 어류의 꼬리 끝에 있는 지느러미로, 앞으로 나가는 방향을 조절하고, 키의 구실을 한다.

## 형태

(A)-부정형, (B)-Protocercal, (C)-정형, (D)-Diphycercal

꼬리지느러미의 형태를 크게 네 가지로 나눌 수 있다.
(A)-부정형(不正形, Heterocercal fin)으로, 지느러미의 위쪽이 아래쪽보다 큰 지느러미를 말한다. 상어 등의 어류들이 이에 포함된다.
(B)- Protocercal으로  창고기속 등의 어류들이 이에 포함된다.
(C)-정형(正形, Homocerca fin)으로 지느러미의 위아래가 대칭인 것처럼 보이는 지느러미를 말한다. 하지만 실제로, 척추골이 상후방으로 구부려져 비대칭을 이룬다.
(D)- Diphycercal으로, 폴립테루스과, 폐어류, 칠성장어목, 실러캔스 등의 어류들이 이에 포함된다.

## 같이 보기
- 지느러미